# Кватиц

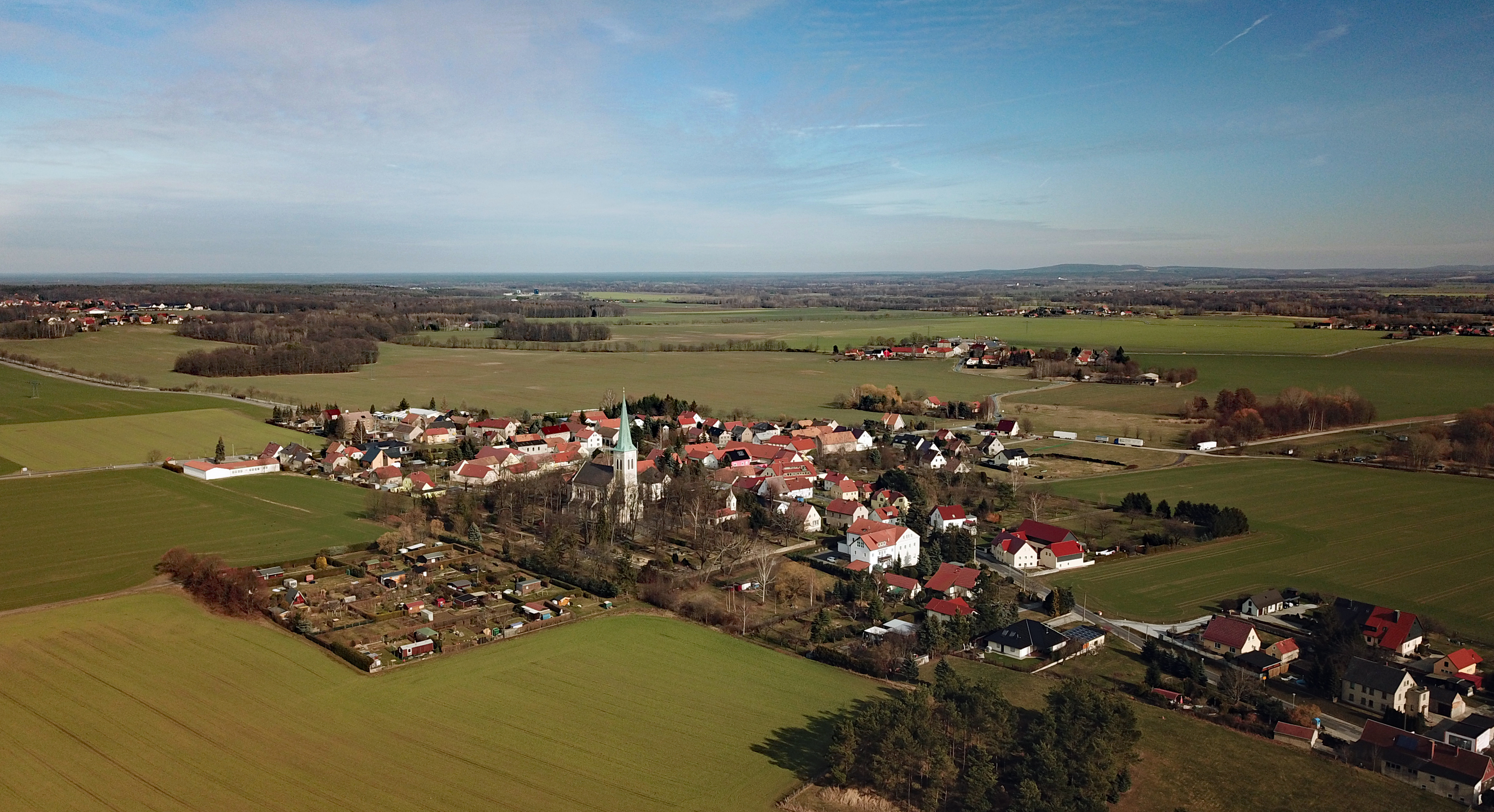

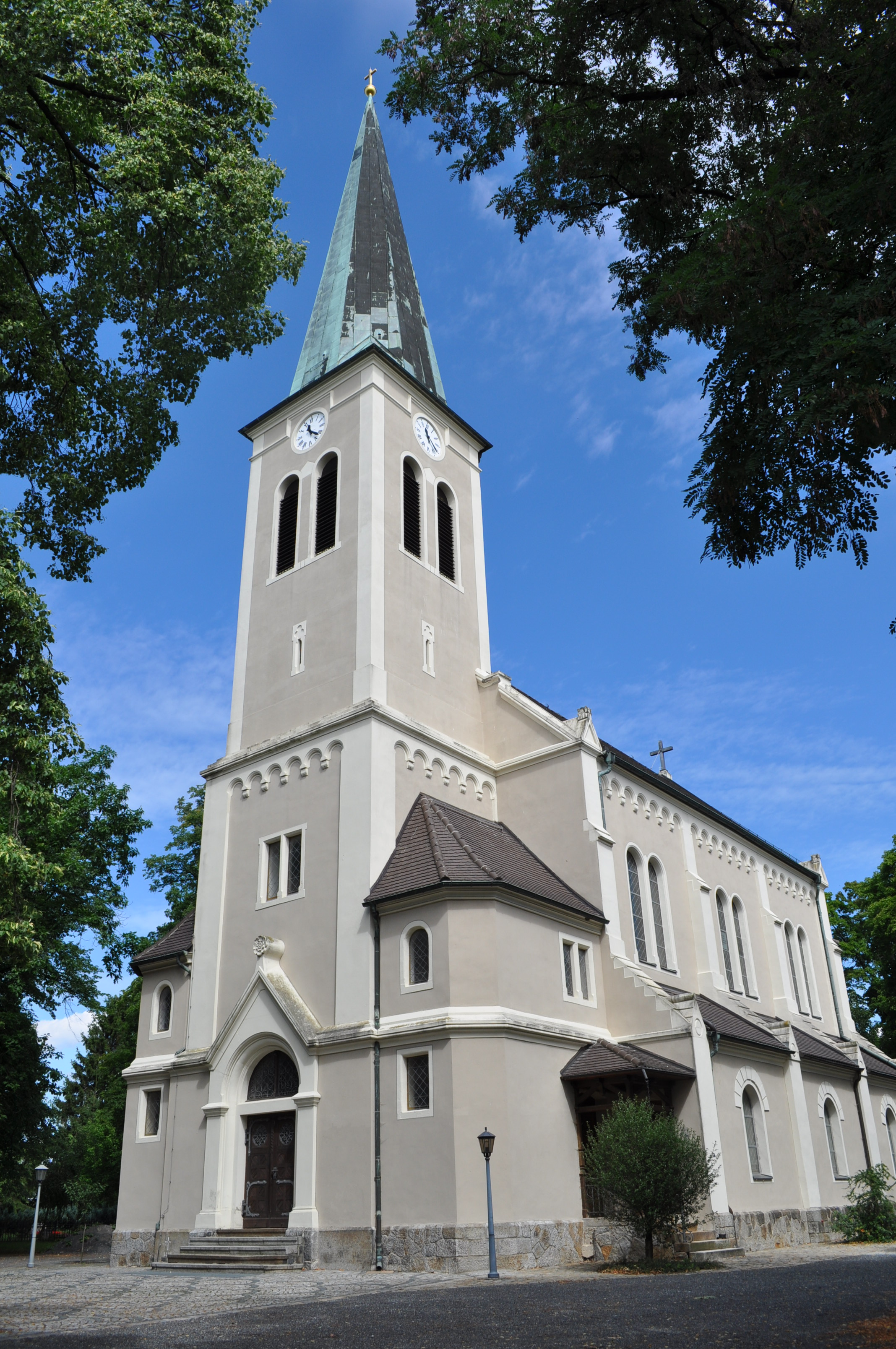
Лютеранский храм

Ква́тиц или Хва́чицы (нем. Quatitz; в.-луж. Chwaćicyо файле) — деревня в Верхней Лужице, Германия. Входит в состав коммуны Гросдубрау района Баутцен в земле Саксония. Подчиняется административному округу Дрезден.

## География
Находится около северного берега Баутценского водохранилища севернее от города Баутцен. Через деревню проходит автомобильная дорога S107.
Соседние населённые пункты: на севере — деревни Мала-Дубрава и административный центр коммуны Гросдубрау, на востоке — деревни Йешицы и Дельня-Горка коммуны Мальшвиц, на юго-западе — деревни Далицы и Кшива-Борщ, на северо-западе — деревни Лютобч коммуны Радибор и Мерков коммуны Радибор.

## История
Впервые упоминается в 1360 году под наименованием Quaticz.
До 1994 года была административным центром одноимённой коммуны. С 1994 года входит в современную коммуну Гросдубрау.
В настоящее время деревня входит в состав культурно-территориальной автономии «Лужицкая поселенческая область», на территории которой действуют законодательные акты земель Саксонии и Бранденбурга, содействующие сохранению лужицких языков и культуры лужичан.
Исторические немецкие наименования
- Quaticz, 1360
- Quatitz, 1419
- Quatenitz, 1427
- Quatitz, 1532
- Quattitz, 1557

## Население
Официальным языком в населённом пункте, помимо немецкого, является также верхнелужицкий язык.
Согласно статистическому сочинению «Dodawki k statisticy a etnografiji łužickich Serbow» Арношта Муки в 1884 году в деревне проживало 376 человек (из них — 346 серболужичан (92 %)).
Лужицкий демограф Арношт Черник в своём сочинении «Die Entwicklung der sorbischen Bevölkerung» указывает, что в 1956 году при общей численности в 856 человек серболужицкое население деревни составляло 64,5 % (из них верхнелужицким языком владело 416 взрослых и 136 несовершеннолетних).
| 1834 | 1871 | 1890 | 1910 | 1925 | 1939 | 1946 | 1950 | 1964 | 1990 |
| ---- | ---- | ---- | ---- | ---- | ---- | ---- | ---- | ---- | ---- |
| 173  | 351  | 368  | 397  | 410  | 697  | 769  | 880  | 830  | 587  |

## Известные жители и уроженцы
- Ян Бартко (1821—1900) — серболужицкий писатель, поэт, педагог и общественный деятель.
- Ота Вичаз (1874—1952) — серболужицкий писатель, поэт, переводчик, литературовед, журналист и историк культуры.
- Гандрий Загродник (1654—1727) — серболужицкий учёный, естествоиспытатель и изобретатель.